# Giovanni Pico della Mirandola
Giovanni Pico dei conti della Mirandola e della Concordia (Mirandola, 24 de febrero de 1463 - Florencia, 17 de noviembre de 1494) fue un humanista y pensador italiano de la segunda mitad del siglo XV.
Es especialmente conocido por los eventos acaecidos en 1486, cuando, a la edad de veintitrés años, se propuso defender contra todo opositor 900 tesis de religión, filosofía, filosofía de la naturaleza y magia, de la que pensaba que se halla unida por vínculos indisolubles a la religión. Para ello escribió la Oratio de hominis dignitate o Discurso sobre la dignidad del hombre, obra que ha sido señalada como un «manifiesto del Renacimiento» y constituye un texto fundamental del humanismo renacentista, así como de la llamada «reforma hermética». Pico della Mirandola fue también uno de los primeros autores que impulsaron la Cábala más allá de los círculos judíos, constituyéndose en fundador de la Cábala cristiana. Por sus conocimientos que abarcan diversas disciplinas es considerado un polímata.

## Biografía
Mientras estudiaba en la Universidad de Bolonia publicó, a los catorce años, Las decretales. Luego viajó por el territorio italiano y más tarde por Francia, donde también asistió a la universidad. Estudió sobre todo lenguas: griego, árabe, hebreo y caldeo.
En 1485, durante su estancia en París, leyó los trabajos de Averroes, el filósofo y teólogo asharí hispanoárabe que en el siglo XII había introducido el pensamiento de Aristóteles en Occidente. Allí concibió la idea de unificar las tradiciones culturales sobrevivientes en aquella época. Al año siguiente, ya de regreso en Italia, con veintitrés años, raptó en Arezzo a la esposa de Giuliano Moriotto dei Medici, un pariente pobre de los Médici florentinos, por lo que fue perseguido, atacado y herido. Luego, hacia finales del año 1486 publicó en Roma sus Conclusiones philosophicae, cabalisticae et theologicae, conocidas como las 900 tesis.
Se trata de novecientas proposiciones recogidas de las más diferentes fuentes culturales, tanto de filósofos y teólogos latinos como de los árabes, los peripatéticos y los platónicos. No excluyó tampoco a los pensadores esotéricos, como el personaje helenístico legendario Hermes Trismegisto, ni a los libros hebreos. La obra iba precedida de una introducción, que tituló Discurso sobre la dignidad del hombre, texto que se ha convertido en clásico y donde Pico formula tres de los ideales del Renacimiento: el derecho inalienable a la discrepancia, el respeto por las diversidades culturales y religiosas y, finalmente, el derecho al crecimiento y enriquecimiento de la vida a partir de la diferencia.
En cuanto a las tesis, su intención era demostrar que el cristianismo era el punto de convergencia de las tradiciones culturales, religiosas, filosóficas y teológicas más diversas. Su intención era que estas novecientas conclusiones se discutieran en Roma después de la Epifanía de 1487 por los doctos de todo el mundo, para entablar una paz filosófica entre los cultivadores de todas las doctrinas. 
Un ejemplo es esta interpretación de la creación basada en el Génesis y el Timeo de Platón:

Cuando Dios terminó la creación del mundo, empieza a contemplar la posibilidad de crear al hombre, cuya función será meditar, admirar y amar la grandeza de la creación de Dios. Pero Dios no encontraba un modelo para hacerlo. Por lo tanto se dirige al primer ejemplar de su criatura, y le dice: "No te he dado una forma, ni una función específica, a ti, Adán. Por tal motivo, tendrás la forma y función que desees. La naturaleza de las demás criaturas la he dado de acuerdo a mi deseo. Pero tú no tendrás límites. Tú definirás tus propias limitaciones de acuerdo con tu libre albedrío. Te colocaré en el centro del universo, de manera que te sea más fácil dominar tus alrededores. No te he hecho mortal, ni inmortal; ni de la Tierra, ni del Cielo. De tal manera, que podrás transformarte a ti mismo en lo que desees. Podrás descender a la forma más baja de existencia como si fueras una bestia o podrás, en cambio, renacer más allá del juicio de tu propia alma, entre los más altos espíritus, aquellos que son divinos."

Sin embargo trece de esas tesis fueron consideradas "sospechosas de herejía". El papa las vinculó con la magia cabalística y prohibió seguir adelante con el debate. Pico no tuvo mejor idea que escribir una Apología en la cual defendía esas tesis cuestionadas, lo que los doctores eclesiásticos consideraron un acto de soberbia y obstinación. Juzgado y condenado por herejía, Pico fue excomulgado (como también lo fuera su hermano Galeotto en 1483), por lo que huyó a Francia, donde fue detenido y conducido a la cárcel de Vincennes. El heredero del trono de Francia, y futuro rey, Carlos VIII, intercedió en su favor y fue liberado. Tiempo después aceptó una invitación de Lorenzo el Magnífico de Médici (1449-1492), banquero, político y mecenas italiano, y se instaló en Florencia.

### Últimos años
En 1489 finalizó el Heptaplus, relato místico sobre la creación del universo, en el que bucea sobre el Génesis buscando desentrañar sus significados más recónditos. Dos años después, con veintiocho años de edad, renunció a sus cuantiosos bienes y a su parte del principado familiar y se entregó a un profundo fervor religioso. Viajó por toda Italia como mendicante hasta que en 1493 el papa Alejandro VI lo absolvió de cualquier imputación de herejía y lo admitió de nuevo en la Iglesia católica. Pico, sin embargo, no abjuró de ninguna de sus tesis. Ingresó en la Orden de los Dominicos, cuyos hábitos llegó a vestir poco antes de su muerte.

### Muerte
El 17 de noviembre de 1494 Pico y Poliziano fueron envenenados en extrañas circunstancias. Corrió el rumor de que uno de sus secretarios lo había envenenado debido a su estrecha relación con el religioso dominico Girolamo Savonarola.
En 2007, los cuerpos de Pico y de Poliziano fueron exhumados en la iglesia de San Marcos de Florencia y científicos bajo la tutela de Giorgio Gruppioni, profesor de antropología de Bolonia, usaron tecnología avanzada para determinar la causa de ambas muertes. En febrero de 2009 anunciaron que los exámenes forenses mostraban que tanto Poliziano como Pico della Mirandola habían sido asesinados por envenenamiento por arsénico, probablemente por el sucesor de Lorenzo, Pedro II de Médici.

## Legado

Opera omnia, 1601

Una parte de su Disputationes adversus astrologiam divinatricem fue publicada en Bolonia tras su muerte. En este libro Pico presenta argumentos contra la práctica de la astrología que han tenido una enorme importancia durante siglos, hasta el presente. Disputationes está influido por los argumentos contra la astrología expuestos por su admirado personaje intelectual, San Agustín de Hipona, y también por ideas mantenidas por su maestro, Marsilio Ficino, que le habría animado a escribirlo. La enemistad de Pico contra la astrología parece deberse principalmente al conflicto con las nociones cristianas de libertad de elección. Pero los argumentos de Pico van más allá de las objeciones de Ficino (que era astrólogo). El sobrino de Pico, Juan Francisco, un ferviente seguidor de Girolamo Savonarola, editó el manuscrito para su publicación tras su muerte, y posiblemente fue corregido para ser aún más crítico. Esto explica el hecho de que Ficino promocionara el manuscrito y lo apoyara con entusiasmo antes de su publicación.
Pico llegó a reunir una de las bibliotecas personales más ricas del Renacimiento, que legó a un amigo con la condición de no cederla a ningún convento, como era lo usual en la época entre los hombres de su condición, lo que coincide con su talante independiente y sus firmes y sostenidas convicciones de eterno rebelde ante la autoridad eclesiástica. Su fama era grande a su muerte, como demuestra su epitafio.

Hic situs est PICUS MIRANDOLA, cætera norunt/Et Tagus et Ganges, forsan et Antipodes.

Aquí yace Pico della Mirandola: el Tajo, el Ganges, aun las Antípodas saben el resto.

### Estudios bibliográficos
- Leonardo Quaquarelli, Zita Zanardi, Pichiana. Bibliografia delle edizioni e degli studi, Olschki, Florencia 2005 (Studi pichiani 10).
- Thomas Gilbhard, Paralipomena pichiana: a propos einer Pico–Bibliographie, en: «Accademia. Revue de la Société Marsile Ficin», VII, 2005, pp. 81 – 94